# Мактааральский район
Мактааральский район (прежнее название до 1993 года — Пахта-Аральский, Пахтааральский район), (каз. Мақтаарал ауданы) — район Туркестанской области Республики Казахстан. Самый южный район Казахстана.
Административный центр — посёлок Мырзакент. Численность населения — 133 539 человек. Территория района составляет 1800 км².

## История
Район был создан в 1928 году. В мае 1944 года Прогресский и Сакко-Ванцеттинский с/с были переданы в новый Ильичёвский район. В марте 1963 года вместе с Кировским и Ильичёвским районами был передан в состав Сырдарьинской области Узбекской ССР. В 1971 году большая их часть возвращена Чимкентской области Казахской ССР.
4 мая 1993 года Постановлением Президиума Верховного Совета Казахстана Пахтааральский район был переименован в Мактааральский район.
5 июня 2018 года из состава Мактааральского района был выделен Жетысайский район.
Крупные населённые пункты: посёлок Асыката (быв. Кировский), посёлок Атакент (быв. Ильич), посёлок Мырзакент (быв. Славянка).
После демаркации границы Мактааральский район оказался с трёх сторон окружен территорией Узбекистана, а с четвёртой он примыкает к Шардаринскому водохранилищу. Таким образом, Мактааральский район на сегодняшний день представляет собой полуэксклав. В 15 км к западу на берегу водохранилища находится ещё один полуэксклав Казахстана — Арнасай.

## Население
Население района (на начало 2019 г.) характеризуется преобладанием этнических казахов (96 075 чел., или 72,16 %). Однако здесь проживает крупнейшая таджикская община Казахстана 14 989 чел. или 11,26 %. Кроме таджиков, довольно многочисленны узбеки 10 872 чел. или 8,17 % населения.. Ранее многочисленные русские, украинцы, немцы сейчас в основном покинули район.

### Национальный состав
Национальный состав(на начало 2025 года):
- казахи — 88 866 чел. (68,88 %)
- таджики — 16 131 чел. (12,5 %)
- узбеки — 12 642 чел. (9,79 %)
- азербайджанцы — 2 959 чел. (2,29 %)
- русские — 1 873 чел. (1,45 %)
- турки — 1 155 чел. (0,89 %)
- татары — 1 055 чел. (0,81 %)
- корейцы — 855 чел. (0,66 %)
- другие — 3 472 чел. (2,70 %)
- всего — 129 008 чел. (100,00 %)

## Административное деление
1. Абайский сельский округ
2. Алгабасский сельский округ
3. Сельский округ Жолдасбая Ералиева
4. Енбекшинский сельский округ
5. Жамбылский сельский округ
6. Сельский округ Шаблана Дильдабекова
7. Жанааульский сельский округ
8. Жанажолский сельский округ
9. Жылысуский сельский округ
10. Иржарский сельский округ
11. Атамекенский сельский округ
12. Каракайский сельский округ
13. Кызылкумский сельский округ
14. Сельский округ Жолдабая Нурлыбаева
15. Ленинжолский сельский округ
16. Мактааральский сельский округ
17. Макталинский сельский округ
18. Сельский округ Аязхана Калыбекова
19. Ынтымакский сельский округ
20. Ынтымакский сельский округ

## Экономика
86,4 % промышленной продукции района приходится на предприятия текстильной и швейной промышленности. Предприятиями текстильной промышленности ОАО «Мырзакент», ОАО «Макташи», ОАО «Мактаарал». ОАО «Ак-Алтын», ОАО «Ынтымак», ЗАО «Кантал» производится 70,7 % хлопка-волокна по области.
В хозяйствах района содержатся 12,6 % крупного рогатого скота по области, в том числе коров — 12,9 %, овец и коз — 3,7 %, в том числе каракульских — 3,3 %, свиней — 15,9 %, лошадей — 7,3 %, верблюдов — 9 %.

## Транспорт, связь, дорога
Население района по междугородним и внутренным маршрутам обслуживается 4 автотранспортными предприятиями, и свыше 500 частными извозчиками. За 9 месяцев 2012 года по району абонентам оказано услуг на сумму 240 млн. 412 тыс. тенге. Количество телефонных точек в районе достигло 20 149 точек.
В целях обеспечения населения района качественной связью проводятся работы по постепенной замене аналоговых станций на цифровые.
Общая протяженность автомобильных дорог района составляет 716,7 км. Из них 158,4 км дороги местного, 450,3 км областного, 108 км республиканского значения. Кроме этого, общая протяженность улиц населенных пунктов составляет 1497,5 километров. Для проведения текущего ремонта автомобильных дорог районного значения и улиц населенных пунктов ежегодно из районного бюджета выделяется все больше средств.
За 2012 год из областного бюджета было выделено для проведения среднего ремонта улиц и населенных пунктов 277 млн. 284 тыс. тенге, из них освоено 277 млн. 284 тыс. тенге. Для проведения среднего ремонта автомобильных дорог района из местного бюджета выделено 99 млн 834 тыс. тенге. Из них освоено 99 млн. 834 тыс. тенге.

## Главы
1. Омарбек Нуржанов (с 2003 — янв. 2009)
2. Хаметов Касымбек Турсынбаевич (с янв. 2009 — авг. 2010)
3. Турбеков Серик Ордабекович (с авг. 2010 — 29 мая 2015)
4. Бейсенбаев Жамантай Канаевич (2015—08.2016)
5. Исмаилов Галым Ыбрайулы (с 08.2016)
6. Асанов Бакыт Насырханович (с 07.2018)

## Достопримечательности
На сегодняшний день по району сохранились 16 исторических памятников и 9 памятников заметных исторических личностей.